# Fatma Aliye Topuz
Fatma Aliye Topuz, com frequência chamada Fatma Aliye ou Fatma Aliye Hanım, (9 de outubro de 1862–13 de julho de 1936) foi uma romancista, colunista, ensaísta e ativista pelos direitos da mulher e o humanitarismo nascida em Istambul, Império Otomano. Ainda que não tenha sido primeira escritora turca a publicar um romance, pois já existia uma única obra prévia publicada por Zafer Hanım em 1877, Fatma Aliye com seus cinco romances é reconhecida nos círculos literários como a primeira romancista feminina da Literatura turca e o Mundo islâmico.